# Deir Yassin
Deir Yassin (Arabisch: دير ياسين) was een Palestijns dorp met zo'n 600 inwoners, zo'n 5 kilometer ten westen van Jeruzalem. Het dorp verklaarde zich neutraal tijdens de Arabisch-Israëlische Oorlog van 1948. Het dorp werd met de grond gelijk gemaakt, nadat op 9 april 1948 de Joodse terroristische organisaties Irgun en Lechi er een bloedbad aan hadden gericht. In het bloedbad van Deir Yassin zijn 107 Palestijnse inwoners omgebracht.